# Stephan Marasek
Stephan Marasek (ur. 4 stycznia 1970 w Mödling) – austriacki piłkarz występujący na pozycji pomocnika. Trener piłkarski.

## Kariera klubowa
Marasek zawodową karierę rozpoczynał w 1987 roku w austriackim zespole VfB Mödling z Bundesligi. W 1988 roku spadł z klubem do Erste Ligi. W 1992 roku powrócił z nim do Bundesligi. W Mödling spędził jeszcze rok. W 1993 roku odszedł do Rapidu Wiedeń, również z ekstraklasy. W 1995 roku zdobył z nim Puchar Austrii, a rok później mistrzostwo Austrii.
W 1996 roku Marasek trafił do niemieckiego klubu SC Freiburg. W tamtejszej Bundeslidze zadebiutował 17 sierpnia 1996 roku w wygranym 3:2 pojedynku z Werderem Brema. W 1997 roku po spadku Freiburga do 2. Bundesligi, wrócił do Austrii, gdzie został graczem Tirolu Innsbruck (Bundesliga). W latach 2000–2002 trzykrotnie zdobył z nim mistrzostwo Austrii. W 2001 roku z zespołem dotarł także do finału Pucharu Austrii, jednak Tirol uległ tam ekipie FC Kärnten.
W 2002 roku Marasek odszedł do Austrii Salzburg, również występującej w Bundeslidze. Pierwszy ligowy mecz w jej barwach zaliczył 24 sierpnia 2002 roku przeciwko SV Ried (1:3). W 2003 roku zakończył karierę.

## Kariera reprezentacyjna
W reprezentacji Austrii Marasek zadebiutował 29 marca 1995 roku w wygranym 5:0 meczu eliminacji Mistrzostw Europy 1996 z Łotwą. W latach 1995–1996 w drużynie narodowej rozegrał w sumie 11 spotkań i zdobył 1 bramkę.